# Éric Chelle
Éric Sékou Chelle (Abiyán, Costa de Marfil, 11 de noviembre de 1977) es un exfutbolista y entrenador marfileño aunque nacionalizado malinés. Actualmente dirige a la selección de Nigeria.

## Carrera como jugador
Éric Chelle fue entrenado durante tres años en AC Arles, residente del Championnat National 2. En 1998, Éric Chelle se fue al Martigues del Nacional. Después de cinco temporadas en el club, puntuadas por una temporada de dos años en la Ligue 2, luego el descenso en 2002 a National y CFA la temporada siguiente, Chelle se unió al Valenciennes.
Bajo la dirección de Daniel Leclercq, el maliense experimentó dos subidas sucesivas. Después de estos momentos destacados, Valenciennes y Chelle se estabilizaron en el Ligue 1. Importante en la retaguardia de Valenciennes, Chelle se convirtió en uno de los símbolos de la renovación del club, a los ojos de dirigentes y aficionados.
El 12 de junio de 2008, fichó por tres años con el RC Lens, con miras a sustituir a Vitorino Hilton y Adama Coulibaly. Acostumbrado a la antesala de la élite francesa ya los ascensores, Chelle encuentra en Lens a su antiguo entrenador. Durante los partidos de preparación, el maliense lució el brazalete de capitán.
Tras tres temporadas en el RC Lens, rescindió amigablemente su contratocon el club norteño y se incorporó al FC Istres.

## Carrera como entrenador
Comenzó su carrera como entrenador en el GS Consolat tras la marcha de Nicolas Usaï en septiembre del 2016. Después de una temporada, se unió al FC Martigues donde permaneció durante tres temporadas, dos de las cuales se vieron obstaculizadas por la pandemia de Covid-19. El 10 de mayo de 2021 su club anunció su salida para "un nuevo reto".
El 21 de mayo de 2021, se unió al US Boulogne y firmó un contrato por tres años. El 11 de diciembre, cuando el club quedó penúltimo en el Nacional, se anunció a través de un comunicado de prensa que se ponía fin a la colaboración con Chelle.
El 7 de mayo de 2022 fue nombrado entrenador de Malí.En la Copa Africana de Naciones 2023, llevó al seleccionado africano a los cuartos de final donde cayó ante Costa de Marfil por 2-1.El 13 de junio de 2024, fue relevado de sus funciones por la Federación Maliense de Fútbol.
En octubre de 2024, asumió al frente del MC Oran.El 7 de enero de 2025, dejó su cargo en el fútbol argelino para asumir al frente de la selección de Nigeria.

## Clubes

### Como jugador
| Club            | País    | Año       | Partidos | Goles |
| --------------- | ------- | --------- | -------- | ----- |
| FC Martigues    | Francia | 1998-2003 | 74       | 0     |
| Valenciennes FC | Francia | 2003-2008 | 142      | 10    |
| RC Lens         | Francia | 2008-2011 | 82       | 0     |
| FC Istres       | Francia | 2011-2013 | 60       | 1     |
| Niort           | Francia | 2013-2014 | 17       | 0     |

### Como entrenador
| Club                 | País    | Año           | PJ  | PG | PE | PP | Rendimiento |
| -------------------- | ------- | ------------- | --- | -- | -- | -- | ----------- |
| GS Consolat          | Francia | 2016-2017     | 30  | 16 | 6  | 8  | 60%         |
| FC Martigues         | Francia | 2017-2021     | 80  | 35 | 24 | 21 | 53.75%      |
| US Boulogne          | Francia | 2021          | 17  | 2  | 5  | 10 | 21.57%      |
| Selección de Malí    | Mali    | 2022-2024     | 21  | 13 | 5  | 3  | 69.84%      |
| MC Oran              | Argelia | 2024-2025     | 11  | 4  | 2  | 5  | 42.42%      |
| Selección de Nigeria | Nigeria | 2025-presente |     |    |    |    |             |
| Total                | Total   | Total         | 159 | 70 | 42 | 47 | 52.83%      |

## Palmarés

### Como jugador

#### Campeonatos nacionales
| Título               | Club            | País    | Año     |
| -------------------- | --------------- | ------- | ------- |
| Championnat National | Valenciennes FC | Francia | 2004-05 |
| Ligue 2              | Valenciennes FC | Francia | 2005-06 |
| Ligue 2              | RC Lens         | Francia | 2008-09 |